# Џејлен Хендс
Џејлен Џозеф Хендс (енгл. Jaylen Joseph Hands; Сан Дијего, Калифорнија, 12. фебруар 1999) амерички је кошаркаш. Игра на позицији плејмејкера.

## Каријера

### Колеџ
Хендс је од 2017. до 2019. године похађао Универзитет Калифорније у Лос Анђелесу. У дресу УКЛА бруинса уписао је 64 наступа, а просечно је по мечу бележио 12,1 поена, 3,8 скокова, 4,4 асистенције и 1,1 украдену лопту. За учинак у сезони 2018/19. награђен је местом у другој постави идеалног тима Pac-12 конференције.

### Клупска
На НБА драфту 2019. одабрали су га Лос Анђелес клиперси као 56. пика. Међутим, већ исте вечери права на њега и пика прве рунде на драфту 2020. проследили су Бруклин нетсима у замену за права на Мфиондуа Кабенгелеа. Прву сениорску сезону Хендс је одиграо у Лонг Ајленд нетсима, филијали Бруклин нетса у НБА развојној лиги. У новембру 2020. права на њега прешла су у посед Детроит пистонса.
Првог дана јануара 2021. потписао је двогодишњи уговор са ФМП-ом.